# Hosszúfarkú királymókus
A hosszúfarkú királymókus (Ratufa macroura) az emlősök (Mammalia) osztályának a rágcsálók (Rodentia) rendjébe, ezen belül a mókusfélék (Sciuridae) családjába tartozó faj.

## Előfordulása
India és Srí Lanka parti erdeiben és hegyvidéki erdeiben honos.

## Alfajai
- Ratufa macroura dandolena Thomas & Wroughton, 1915
- Ratufa macroura macroura Pennant, 1769
- Ratufa macroura melanochra Thomas & Wroughton, 1915

## Megjelenése
Teljes hossza 50–90 centiméter, melyből a farok hossz egyenlő a test hosszával. Testének színe változik, lehet vörös, barna, szürke vagy fekete. Mivel szinte egész életét a fákon tölti, farka nagyon hosszú az egyensúlyozáshoz, és karmai nagyok az ágak megfogásához.
|  |

## Életmódja
Egyedül, néha párban él. Tápláléka gyümölcsökből, dióból, rovarokból és madarak tojásaiból áll. Reggel és este aktív, a délt pihenve egy fán tölti.

## Szaporodása
Vemhessége 28 napig tart, miután 1 vagy 2 vak kölyöknek ad életet egy magas fán lévő fészekbe.